# Just a Woman (film fra 1918)
Just a Woman er en amerikansk stumfilm fra 1918 af Julius Steger.

## Medvirkende
- Charlotte Walker som Anna Ward
- Lee Baker som Jim Ward
- Forrest Robinson som Van Brink
- Henry Carvill som John Prentiss
- Edwin Stanley som Fred Howard